# Avesnes-en-Saosnois
Avesnes-en-Saosnois ist eine französische Gemeinde im Département Sarthe in der Region Pays de la Loire. Sie gehört zum Kanton Mamers im Arrondissement Mamers. 
Sie grenzt im Nordwesten an Monhoudou, im Nordosten an Moncé-en-Saosnois, im Südosten an Nauvay, im Süden an Peray und im Südwesten an Marolles-les-Braults.

## Bevölkerungsentwicklung
| Jahr      | 1962 | 1968 | 1975 | 1982 | 1990 | 1999 | 2008 | 2015 |
| --------- | ---- | ---- | ---- | ---- | ---- | ---- | ---- | ---- |
| Einwohner | 233  | 182  | 144  | 108  | 104  | 116  | 105  | 89   |

## Sehenswürdigkeiten
- Manoir de Verdigné, erbaut im 16. Jahrhundert, Monument historique[1]
- Kirche Notre-Dame-et-Saint-Jean-Baptiste, erstellt im 16. und erneuert im 19. und im 20. Jahrhundert. Sie ist auch die Kirche für die Nachbargemeinde Nauvay.

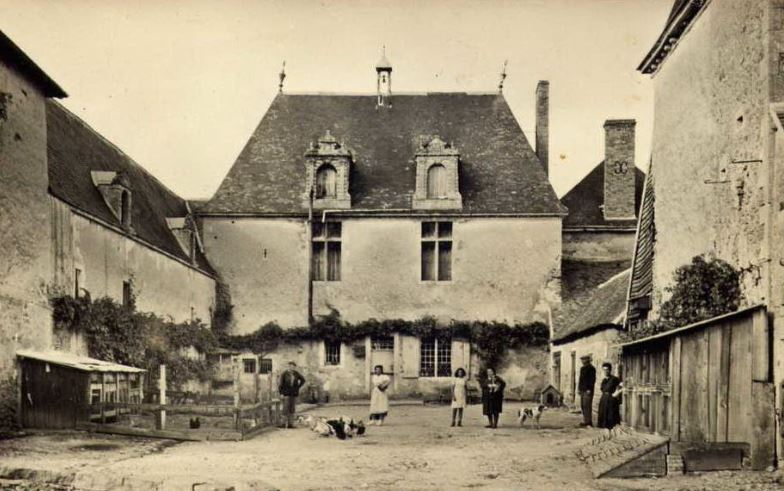
Manoir de Verdigné
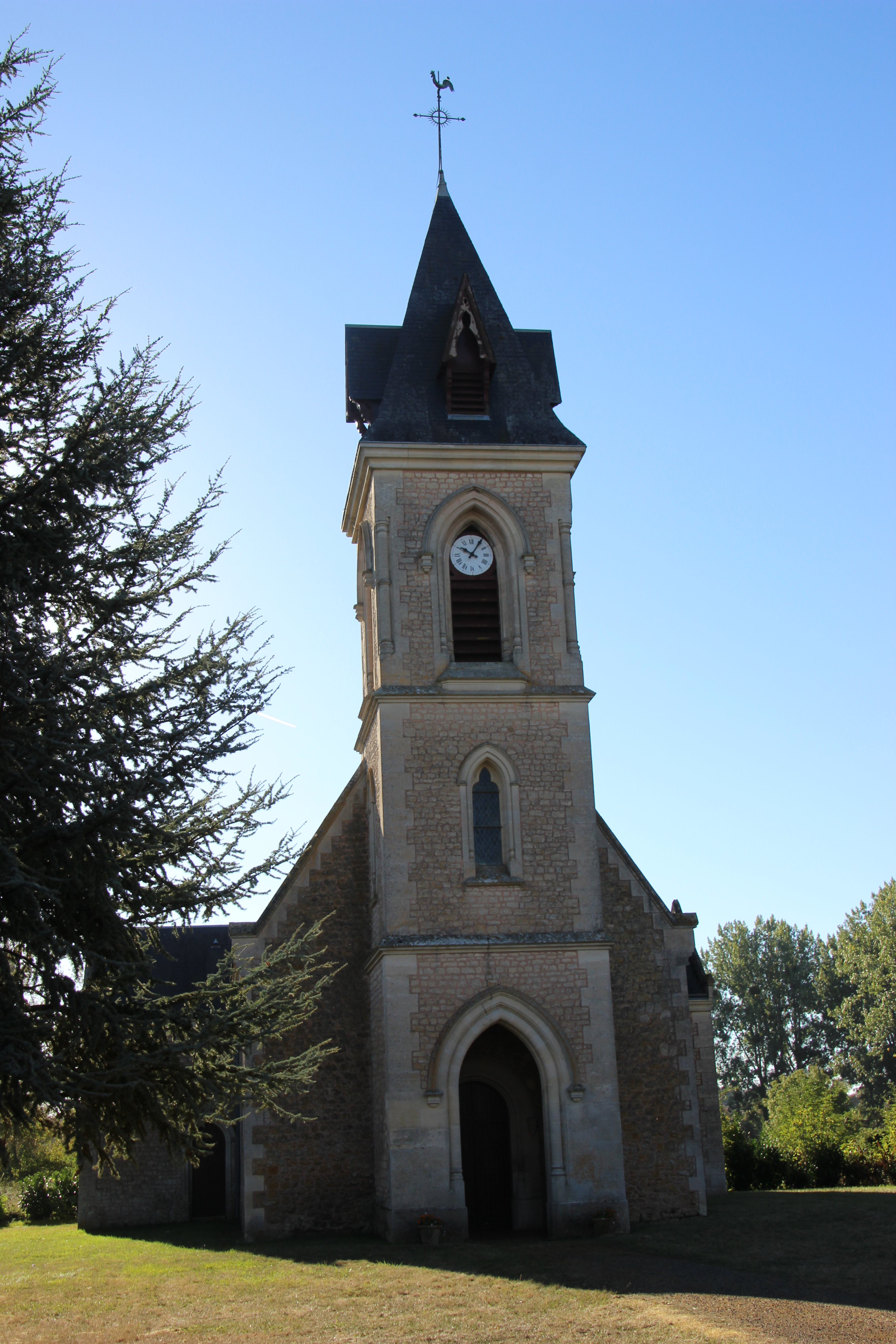
Kirche Notre-Dame-et-Saint-Jean-Baptiste
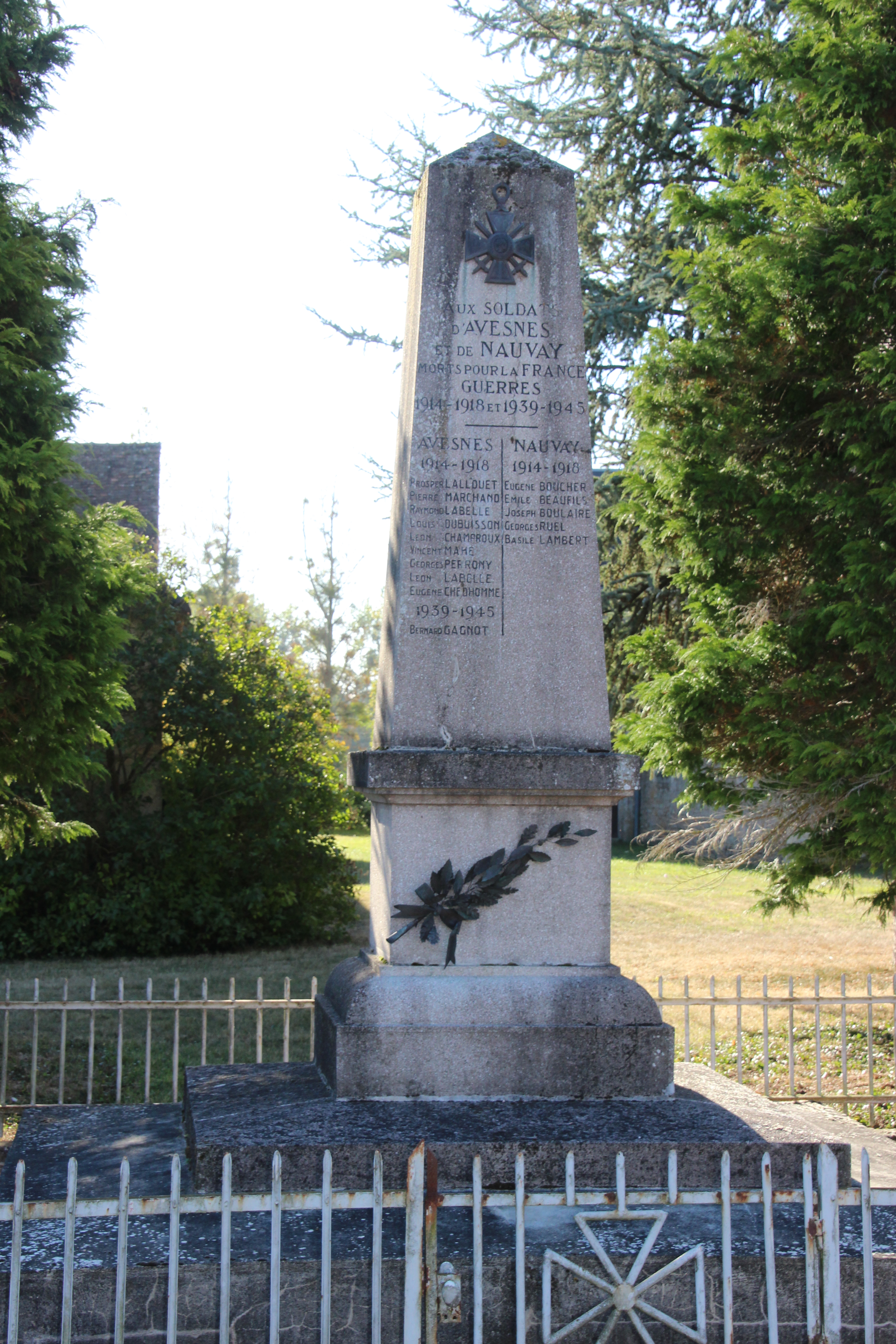
Gefallenendenkmal